# Трансантарктически планини
Трансантарктическите планини (на английски: Transantarctic Mountains) е най-дългата планинска верига в Антарктида и една от най-дългите на Земята. Представлява система от планински хребети и дълбоки долини между тях заети от мощни планински ледници. Явява се граница между Западна и Източна Антарктида.

## Географска характеристика

### Разположение
Трансантарктическите планини се простират на повече от 3500 km от бреговете на море Сомов (Земя Виктория), част от акваторията на Тихоокеанския сектор на Южния океан до югоизточните брегове на море Уедъл (Земя Котс), част от акваторията на Атлантическия сектор на Южния океан. Ширина от 200 до 500 km.

### Деление

#### Земя Виктория
В първите около 750 km планинската верига се простира в посока от север на юг, покрай западните брегове на море Рос, част от акваторията на Тихоокеанския сектор на Южния океан, между 72° и 77°30’ ю.ш.. Тук последователно се редуват ледника Лили, планините Конкорд и Адмиралти (4165 m), ледника Такар, планината Виктория (3295 m), ледниците Маринър, Авиатор и Пристли и планината Принц Албърт (2804 m) с ледниците Дейвид и Маккей и долината Макмърдо и ледника Ферар.

#### Централна част
Централната част има дължина около 700 km и се простира от север на юг, а след това на югоизток, покрай западните и югозападните брегове на шелфовия ледник Рос, между 77°30’ и 85° ю.ш. и 160° и 170° и.д. Тук последователно се редуват мощните планински ледници Мюлок, Бърд и Нимрод, хребета Куин Александра, където се издига най-високата точка на Трансантарктическите планини връх Къркпатрик 4530 m(84°20′ ю. ш. 166°25′ и. д. / 84.333333° ю. ш. 166.416667° и. д.) и огромния ледник Бирдмор.

#### Планините Куин Мод
Планините Куин Мод се простират в посока запад-изток на протежение около 500 km, между 170° и.д. и 150° з.д., около 83 – 86° ю.ш., покрай южните брегове на шелфовия ледник Рос. От нея в шелфовия ледник се „вливат“ големите планински ледници Шакълтън, Лив, Амундсен и Скот, а между тях са разположени мощни планински хребети Буш, Комонуелт (4000 m), Доминион (2955 m), Хърбърт, Хюз (4230 m), Супортес и планината Принц Олаф (4084 m).

#### Южна част
Южната част на Трансантарктическите планини е най-дългият им участък (над 1500 km), като се простира от югоизточния ъгъл на шелфовия ледник Рос до източното крайбрежие на шелфовия ледник Филхнер. В първите около 1200 km посоката им на простиране е запад-изток, а в последните около 300 km – от юг на север, между 150° и 20° з.д. и 86° и 79° ю.ш. Тук в първите 1200 km от запад на изток се редуват ледника Рейди и планините Хорлик (3940 m), Тил (2810 m) и Пенсакола (2150 m) със спускащите се от нея и „вливащи“ се в шелфовия ледник Филхнер ледници Супорт и Фондация. Последните 300 km от Трансантарктическите планини са заети от хребета Шакълтън (1875 m) и планината Терон (1175 m) и „течащите“ южно от тях големи ледници Рековери и Слесър.

## Геология
Основите на Трансантарктическите планини са изградени от метаморфни докамбрийски скали (шисти, гнайси, кварцити, мрамори, амфиболити), средните им части – от долнопалеозойски седиментни и магмени скали (филити, пясъчници, конгломерати), а горните части – предимно от пясъчници и глинести шисти от средния и горния палеозой и мезозой, а също, от интрузии от габро и долерити с мезозойска възраст, като с тях са свързани големите залежи на каменни въглища.

## Историческа справка
Трансантарктическите планини са открити и частично изследвани през януари и февруари 1841 г. от британската антарктическа експедиция, възглавявана от видния полярен изследовател Джеймс Кларк Рос. След това за тяхното опознаване, изследване, топографско заснемане и картиране допринасят експедициите на Робърт Скот (1902 – 03, 1910 – 12), Ърнест Шакълтън (1908 – 09), Руал Амундсен (1911 – 12), Ричард Бърд (1928 – 30, 1933 – 35) и др. От 1947 до 1960 г. цялата планинска верига е заснета чрез аерофотоснимки от американски, британски и новозеландски експедиции, на базата на които е извършено детайлното им топографско картиране.